# 北海道信用農業協同組合連合会

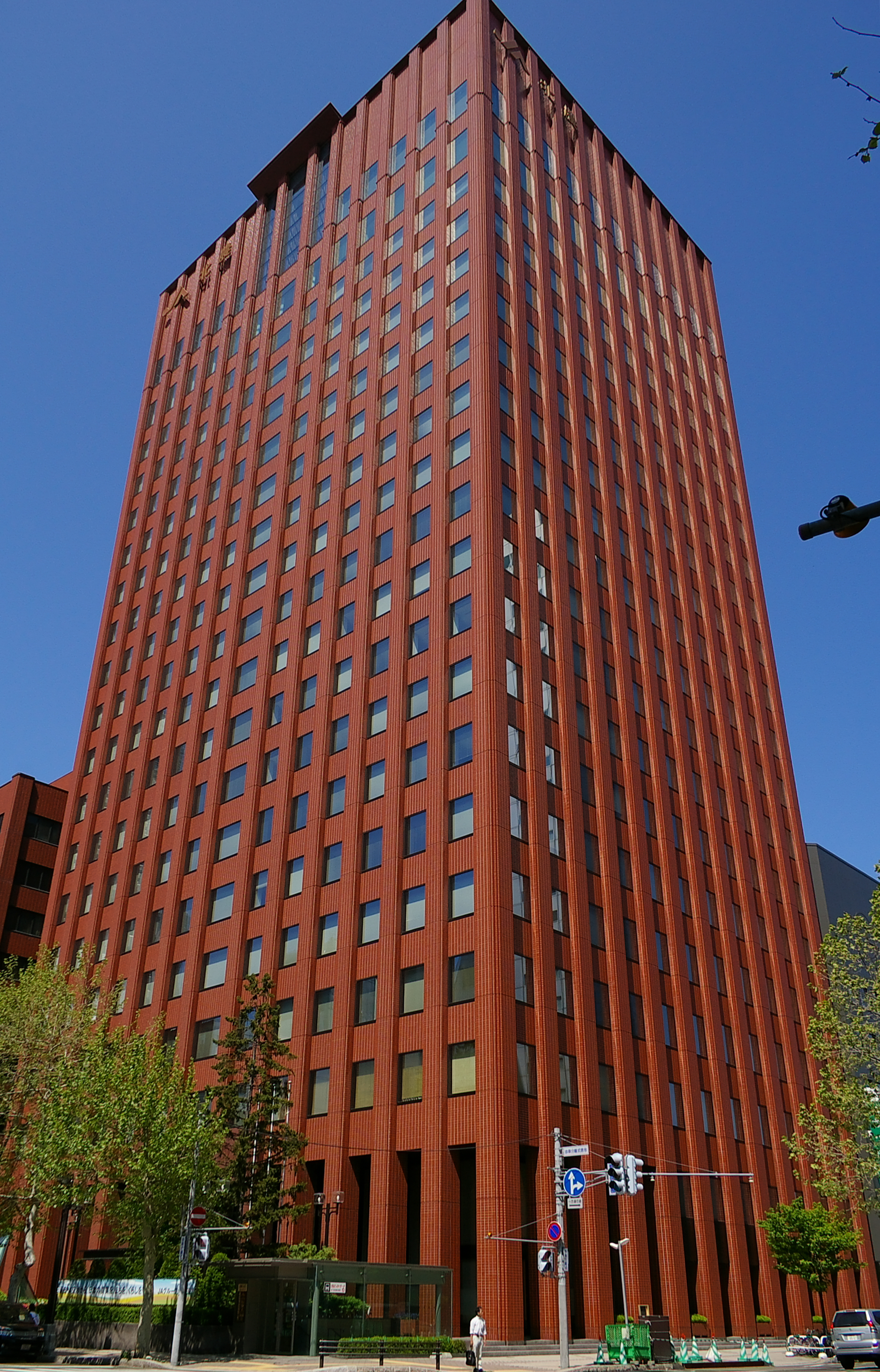
当会本所が置かれている、北農ビル（2007年6月）

北海道信用農業協同組合連合会（ほっかいどうしんようのうぎょうきょうどうくみあいれんごうかい）は、北海道札幌市中央区に本所を置く、北海道内の農業協同組合（JA）の信用事業を統括する道域農協系金融機関。

## 概要
道内農業協同組合を会員とする。通称は「JA北海道信連」。統一金融機関コードは3001。主に法人顧客を中心としており、個人取引は限られているが、近年は日高地方の各農協など、信用事業を廃止した道内農業協同組合から事業を承継している。
当連合会と信用事業を行う道内のJAを「JAバンク北海道」と総称し、一体的な事業運営を行っている。

## 沿革
- 1948年 - 設立。
- 1967年 - 本所事務所、共済ビルへ移転。
- 1986年 - 貯金残高1兆円達成。
- 1993年 - 事務センター竣工。
- 2001年 - 北農ビル竣工。本所事務所移転。
- 2006年 - 貯金残高2兆円達成。
- 2020年1月14日 - にいかっぷ代理店、しずない代理店、ひだか東代理店を設置。

## 店舗所在地
- にいかっぷ代理店（148）/北海道新冠郡新冠町字本町59-1
- しずない代理店 （149）/北海道日高郡新ひだか町静内本町4丁目1-6
- ひだか東代理店（151）/北海道浦河郡浦河町堺町東2丁目5-5
  - 荻伏事業所/浦河郡浦河町所在
  - 幌別事業所/浦河郡浦河町所在
  - 様似事業所/様似郡様似町所在
  - えりも事業所/幌泉郡えりも町所在
- 本所・札幌支所（820）/北海道札幌市中央区北4条西1丁目1 北農ビル内
- 岩見沢支所（826）/北海道岩見沢市5条西5丁目
- 旭川支所（828）/北海道旭川市宮下通14丁目右-1
- 帯広支所（830）/北海道帯広市西3条南7丁目14
- 北見支所（831）/北海道北見市屯田東町617
- 釧路支所（832）/北海道釧路市黒金町12-10